# Старый Байлар
Старый Байлар — деревня в Тукаевском районе Татарстана. Входит в состав Кузкеевского сельского поселения.

## География
Находится в северо-восточной части Татарстана на расстоянии приблизительно 20 км на восток-северо-восток по прямой от районного центра города Набережные Челны.

## История
Основана в первой половине XVIII века, до 1860-х годов жители учитывались как башкиры и тептяри, в начале XX века упоминалось о наличии мечети и мектеба.
В «Списке населенных мест по сведениям 1870 года», изданном в 1877 году, населённый пункт упомянут как деревня Старые Байляры 5-го стана Мензелинского уезда Уфимской губернии. Располагалась при речке Секаше, по правую сторону почтового тракта из Мензелинска в Елабугу, в 17 верстах от уездного города Мензелинска и в 2 верстах от становой квартиры в деревне Кузекеева (Кускеева). В деревне, в 121 дворе жили 717 человек (369 мужчин и 348 женщин, из них башкиры: 269 мужчин и 248 женщин, тептяри: 100 мужчин и 100 женщин), были мечеть, училище, 3 водяные мельницы. Жители занимались плетением лаптей.

## Население
Постоянных жителей было: в 1795 году — 257, в 1859—763, в 1870—717, в 1884—951, в 1897—547, в 1906—587, в 1913—536, в 1920—587, в 1926—398, в 1938—425, в 1949—379, в 1970—401, в 1979—310, в 1989—239, 202 в 2002 году (татары 100 %), 211 в 2010.